# Катастрофа Ан-10 под Воронежем
Во вторник 29 апреля 1958 года в окрестностях Воронежа при испытательном полёте потерпел катастрофу Ан-10, в результате чего погиб 1 человек. Первый известный смертельный случай в истории Ан-10.

## Самолёт
Ан-10 с бортовым номером Л7256 (заводской — 8400102, серийный — 01-02) был выпущен Воронежским авиазаводом в 1958 году и являлся вторым серийным Ан-10.

## Катастрофа
29 апреля самолёт выполнял свой первый испытательный полёт, а пилотировал его экипаж во главе с командиром В. Я. Ларионовым. В процессе облёта отказал двигатель № 1 (крайний левый), после чего уменьшилась тяга двигателя № 4 (крайний правый). Снижение тяги двигателя было выполнено автоматической системой по борьбе с разворачивающим моментом, так как конструкция самолёта Ан-10 такова, что он может продолжать полёт и на двух двигателях (данном случае — внутренних). Однако затем мощность двух оставшихся двигателей также начала падать. В данной ситуации экипаж был вынужден совершить жесткую посадку на поле у небольшой речки, при этом погиб бортинженер А. А. Захаров.

## Последствия
В дальнейшем на самолётах Ан-10 перестала устанавливаться система борьбы с разворачивающим моментом. Сам самолёт по имеющимся сведениям был восстановлен и в 1959 году был передан в ЛИИ Громова, где получил бортовой номер 06178, а с 1966 года — 64452. Ориентировочно в 1969 году разрезан на металлолом.